# 10158 Taroubou
10158 Taroubou eller 1994 XK är en asteroid i huvudbältet som upptäcktes den 3 december 1994 av den japanska astronomen Takao Kobayashi vid Ōizumi-observatoriet. Den är uppkallad efter Taroubou vid berget Fuji.
Asteroiden har en diameter på ungefär 5 kilometer.